# Zorkul
Zorkul (o Sir-i-kol) és un llac a les Muntanyes Pamir que discorren per la frontera entre Afganistan i Tajikistan. D'est a oest fa uns 25 km de llargada amb una superfície de 38,9 km². Es troba a 4.130 m d'altitud. La part nord del llac es troba a Tajikistan on hi ha la Reserva de la Natura de Zorkul. Fora del llac discorre el riu Pamir. També és una font del riu Oxus. El Gran Pamir s'estén al sud del llac.
El llac havia estat territori de l'emir de Wakhan, però el llac es va establir com la frontera entre Rússia i Afghanistan per un acord entre els russos i els britànics de 1895.